# Síntesi digital directa

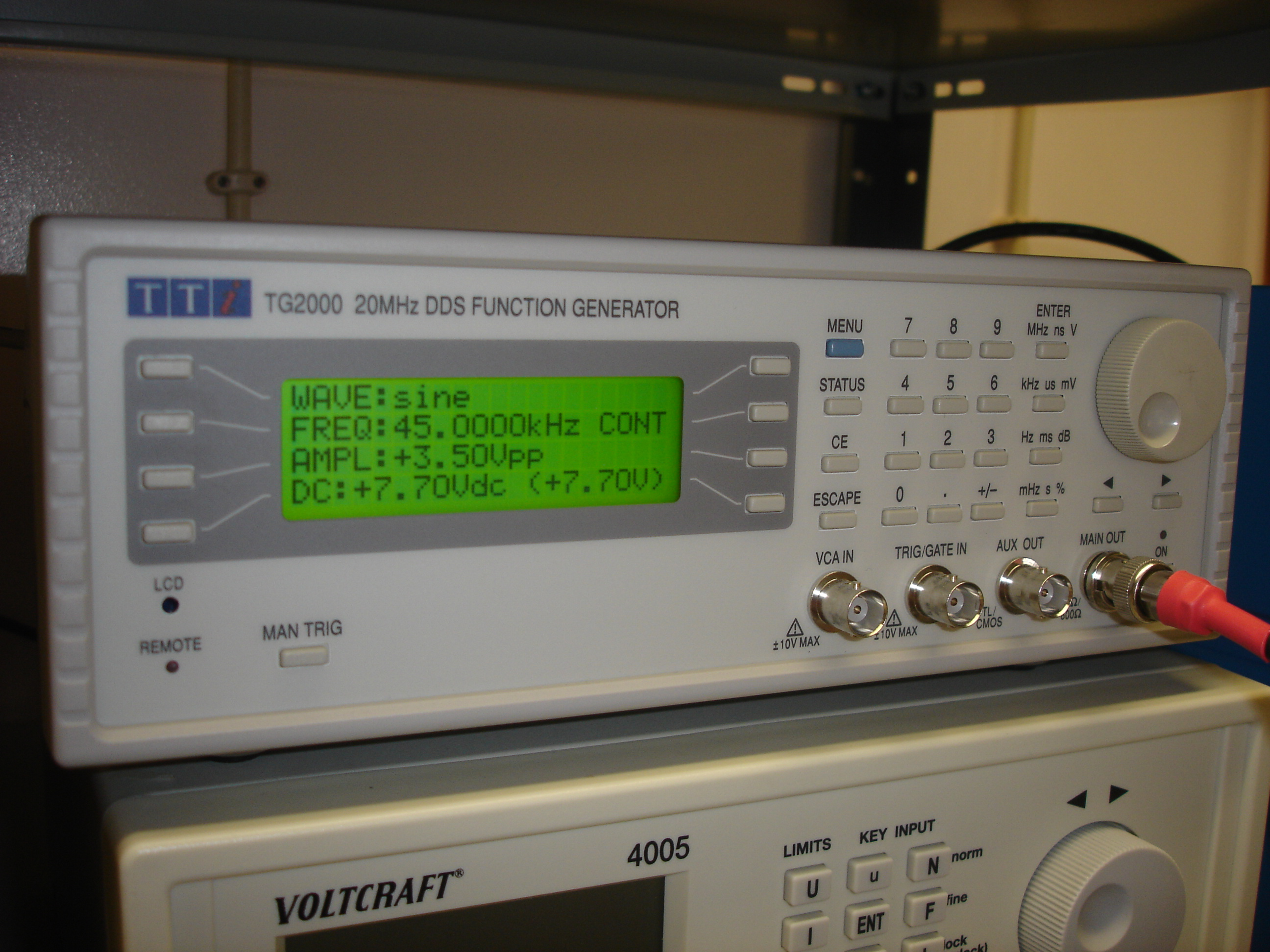
Un generador de funcions DDS.

La síntesi digital directa (amb acrònim anglès DDS) és un mètode emprat pels sintetitzadors de freqüència utilitzat per crear formes d'ona arbitràries a partir d'un únic rellotge de referència de freqüència fixa. El DDS s'utilitza en aplicacions com la generació de senyals, oscil·ladors locals en sistemes de comunicació, generadors de funcions, mescladors, moduladors, sintetitzadors de so i com a part d'un bucle digital bloquejat en fase.

## Visió general

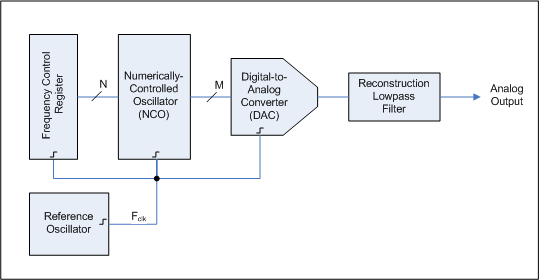
Figura 1 - Diagrama de blocs del sintetitzador digital directe

Un sintetitzador digital directe bàsic consisteix en una referència de freqüència (sovint un oscil·lador de cristall o SAW), un oscil·lador de control numèric (NCO) i un convertidor digital a analògic (DAC) tal com es mostra a la figura 1.
L'oscil·lador de referència proporciona una base de temps estable per al sistema i determina la precisió de la freqüència del DDS. Proporciona el rellotge a l'NCO, que produeix a la seva sortida una versió quantificada en temps discret de la forma d'ona de sortida desitjada (sovint una sinusoide) el període de la qual està controlat per la paraula digital continguda en el registre de control de freqüència. El DAC converteix la forma d'ona digital mostrada en una forma d'ona analògica. El filtre de reconstrucció de sortida rebutja les rèpliques espectrals produïdes per la retenció d'ordre zero inherent al procés de conversió analògic.

## Rendiment
Un DDS té molts avantatges respecte al seu homòleg analògic, el bucle de bloqueig de fase (PLL), incloent una agilitat de freqüència molt millor, un soroll de fase millorat i un control precís de la fase de sortida a través de les transicions de commutació de freqüència. Els desavantatges inclouen respostes espúries degudes principalment als efectes de truncament a l'NCO, estímuls creuats resultants d'imatges de Nyquist d'alt ordre (>1) i un soroll més alt a grans desplaçaments de freqüència a causa principalment del convertidor digital-analògic.
Com que un DDS és un sistema mostrejat, a més de la forma d'ona desitjada a la freqüència de sortida Fout, també es generen imatges de Nyquist (la imatge primària es troba a Fclk -Fout, on Fclk és la freqüència del rellotge de referència). Per rebutjar aquestes imatges no desitjades, generalment s'utilitza un DDS juntament amb un filtre de reconstrucció analògic de pas baix, tal com es mostra a la figura 1.

### Agilitat de freqüència
La freqüència de sortida d'un DDS està determinada pel valor emmagatzemat al registre de control de freqüència (FCR) (vegeu la figura 1), que al seu torn controla la mida del pas de l'acumulador de fase de l'NCO. Com que l'NCO opera en el domini del temps discret, canvia de freqüència instantàniament a la vora del rellotge coincidint amb un canvi en el valor emmagatzemat a l'FCR. El temps de fixació de la freqüència de sortida del DDS ve determinat principalment per la resposta de fase del filtre de reconstrucció. Un filtre de reconstrucció ideal amb una resposta de fase lineal (és a dir, la sortida és simplement una versió retardada del senyal d'entrada) permetria una resposta de freqüència instantània a la seva sortida perquè un sistema lineal no pot crear freqüències que no estan presents a la seva entrada.

### Soroll de fase i fluctuació
El rendiment superior de soroll de fase propera d'un DDS prové del fet que és un sistema d'alimentació anticipada. En un bucle bloquejat de fase (PLL) tradicional, el divisor de freqüència en el camí de retroalimentació actua per multiplicar el soroll de fase de l'oscil·lador de referència i, dins de l'ample de banda del bucle PLL, imprimeix aquest soroll en excés a la sortida del VCO. Un DDS, d'altra banda, redueix el soroll de fase del rellotge de referència per la relació {\displaystyle f_{clk}/f_{o}} perquè la divisió fraccionària del rellotge en deriva la sortida. La fluctuació del rellotge de referència es tradueix directament a la sortida, però aquesta fluctuació és un percentatge més petit del període de sortida (per la relació anterior). Com que la freqüència de sortida màxima es limita a {\displaystyle f_{clk}/2}, el soroll de fase de sortida als desplaçaments propers és sempre com a mínim 6 dB per sota del soroll de fase del rellotge de referència.
En desplaçaments allunyats de la portadora, el sòl de soroll de fase d'un DDS està determinat per la suma de potència del sòl de soroll de quantificació del DAC i el sòl de soroll de fase del rellotge de referència.